# Mutant Fighter
Mutant Fighter, conosciuto in Giappone come Death Brade (デスブレイド?), è un videogioco arcade di tipo picchiaduro a incontri sviluppato e pubblicato nel 1992 dalla Data East. Altri editori pubblicarono conversioni per Super Nintendo, FM Towns e Sharp X68000.
Il gioco ha riscosso un successo modesto frutto dell'innovazione rappresentata da un tipo di gioco orientato al combattimento wrestling con la presenza di personaggi ispirati alla mitologia mondiale.
In questo si può considerare il seguito di Hippodrome del 1989, gioco sempre targato Data East ma dal successo pressoché nullo.
Tra le nuove proposte del gioco c'è la presenza di una barra indicatrice che si carica durante il combattimento e, una volta piena, permette di effettuare una mossa speciale; tale particolarità diventerà un cliché per molti successivi picchiaduro.

## Trama
Nella versione occidentale viene descritta brevemente la trama del gioco, incentrata su un crudo torneo all'interno di varie arene per decidere chi dovrà regnare sull'Impero.

## Modalità di gioco
Mutant Fighter presenta dodici personaggi tutti ispirati a figure della mitologia o della cultura fantasy, ma solo otto possono essere utilizzati.
Si lotta in differenti arene ognuna caratterizzata da vari ostacoli presenti sul campo (ghiaccio, zone incandescenti, lame, eccetera).
Lo scorrimento del gioco è multidirezionale, e si hanno a disposizione due pulsanti: col primo si attacca con una combo di colpi e con il secondo si effettua un attacco in salto o un calcio (in generale un attacco lento e forte).
Andando in collisione con l'avversario lo si afferra per tentare di effettuare una presa tipica del wrestling: per avere la meglio si deve continuare a premere il tasto di attacco e in base alla direzione del controllo si effettua una differente mossa.
Quando l'indicatore in basso è al massimo è possibile effettuare una mossa speciale che toglie molta energia all'avversario.
A differenza dei classici videogiochi del wrestling non è necessario schienare l'avversario per vincere, ma basta portare al minimo la sua barra di energia.
È possibile anche effettuare attacchi in corsa e parare i colpi.
È possibile giocare in modalità a due giocatori cooperando contro la CPU: in questo caso il computer controllerà due avversari identici tra loro.

## Personaggi

### Utilizzabili
- Guerriero

personaggio umano, è maggiormente orientato sulla velocità che non sulla potenza.
- Amazzone

è il personaggio più debole ma anche il più veloce del gioco, abile nel judo.
- Ercole

personaggio orientato molto più sulla potenza che non sulla velocità, è molto abile con i piledriver.
- Licantropo

agilissimo lupo mannaro, abile negli attacchi in salto; la CPU sfrutta molto la veloce corsa del personaggio.
- Minotauro

personaggio mirato un po' più sulla potenza che non sull'agilità, può caricare con le corna.
- Golem di pietra

personaggio totalmente orientato sulla potenza; la combo di colpi non ha effetto su di lui, ma la grossa mole lo penalizza quando subisce proiezioni, togliendogli parecchia energia nella caduta a terra.
- Drago

personaggio molto abile con i calci, ha nell'utilizzo del fuoco un'arma in più.
- Bestia

abile negli attacchi in salto, la sua mossa speciale è un neckbreaker.
Nella conversione SNES non sono presenti il Licantropo, il Golem e il Drago.

### Non utilizzabili
- Idra

ha varie prese molto efficaci, in particolare quelle di strangolamento; la si affronta in un ring sospeso nel vuoto, l'unica arena con tanto di corde elastiche ai lati.
- Doppelgänger

lo scheletro di un ragazzino, dalle qualità sconosciute, in quanto si muta subito nel suo stesso avversario; inizialmente lo si può distinguere perché il Doppelgänger ha una luminosità leggermente più bassa, ma progressivamente durante il match acquista colore fino ad essere confondibile col personaggio usato dal giocatore. Una volta sconfitto ritornerà ad avere il proprio aspetto.
- Demone

ispirato al demone babilonese Pazuzu, è il personaggio più forte in assoluto, con tutte le qualità (attacco, difesa e velocità) al massimo.
- Arcimago

curiosamente pur essendo l'ultimo nemico da sconfiggere è anche il più debole nei valori utili al combattimento (attacco, difesa e velocità): questo per il fatto che non combatte corpo a corpo ma utilizza magie a distanza, ed è dunque difficilmente attaccabile.

## Colonna sonora
Il 15 dicembre 1991 la Pony Canyon / Scitron ha pubblicato il CD con la colonna sonora del videogioco, composta da Hiroaki Yoshida e da Akira Takemoto.